# Georg Reuter (Komponist)
Georg Reuter (* 1935 in Argentinien; † 2003 in Diepholz) war ein Komponist der modernen Klassik. 

## Leben und Wirken
Nach seinem Musikhochschulstudium (Violoncello und Kirchenmusik) in Berlin, Hannover und Bremen war er ab 1967 Kantor in Bremen, 1976 Dozent an der Universität Bremen und Leiter verschiedener Chöre in Bremen und im Landkreis Diepholz, mit denen er zahlreiche Konzerte veranstaltete. Von 1981 bis 1989 war er Direktor der neu gegründeten Kreismusikschule des Landkreises Diepholz und danach bis 1994 deren Stellvertretender Direktor.
Sein kompositorisches Schaffen (1965–1999) umfasst ein Spektrum von Kammer- und Chormusik bis zu Sinfonien, Oratorien und Bühnenwerken (Opern, Kindermusicals).

## Werke (Auswahl)
- Tadeo. Sinfonie für Großes Orchester (1977)
- Tadeo. Oper (1978)
- Neues aus Wohlau. Musical für Kinder (1979)
- Der Schuster von Istanbul. Oper (1986)
- Die eingebildete Rakete. Musical für Jugendliche (1987)
- Defholt. Für Chor und Orchester (op. 43.7)
- Missa TRE. Sinfonisches Oratorium (1972/1991)
- Sinfonie 2. Für Sopransolo und Orchester (1993)
- Lied für die Erde. Oratorium (1994)
- Sinfonie 3. Für großes Orchester (1995)
- Sinfonie 4 „Krieg und Frieden“ (1995)

## Auszeichnungen
- 1991: Kulturpreis des Landkreises Diepholz
- 1996: Verdienstmedaille des Verdienstordens der Bundesrepublik Deutschland

## Schriften
- Ein Künstler auf dem Wege. Georg Reuter. Wirklichkeit und Musik. Autobiografie. Diepholz 2000.